# نهائي كأس أوروبا 1960
نهائي كأس أوروبا 1960 كانت مباراة كرة قدم أقيمت على ملعب هامبدن بارك في مدينة غلاسكو يوم 18 مايو 1960. كانت المُباراة بين حامل اللقب الأربع نسخ السابقة ريال مدريد ونادي آينتراخت فرانكفورت والذي فاز بها ريال مدريد بسبعة أهداف مقابل ثلاثه، وكان هذا النهائي أكثر نهائي في تاريخ دوري أبطال أوروبا شهد غزارة تهديفية بمجموع 10 أهداف في المباراة، وحافظ نادي ريال مدريد على اللقب للمرة الرابعة على التوالي.

## عن الفريقين

### ريال مدريد
| تاريخ ريال مدريد في نهائيات دوري أبطال أوروبا | تاريخ ريال مدريد في نهائيات دوري أبطال أوروبا | تاريخ ريال مدريد في نهائيات دوري أبطال أوروبا | تاريخ ريال مدريد في نهائيات دوري أبطال أوروبا | تاريخ ريال مدريد في نهائيات دوري أبطال أوروبا | تاريخ ريال مدريد في نهائيات دوري أبطال أوروبا |
| النسخة                                        | المركز                                        | الخصم                                         | النتيجة                                       | المكان                                        | الحضور                                        |
| كأس أوروبا (النظام القديم)                    | كأس أوروبا (النظام القديم)                    | كأس أوروبا (النظام القديم)                    | كأس أوروبا (النظام القديم)                    | كأس أوروبا (النظام القديم)                    | كأس أوروبا (النظام القديم)                    |
| --------------------------------------------- | --------------------------------------------- | --------------------------------------------- | --------------------------------------------- | --------------------------------------------- | --------------------------------------------- |
| 1956                                          | البطل                                         | ستاد رانس                                     | 3–4                                           | بارك دي برينس، باريس                          | 38,239                                        |
| 1957                                          | البطل                                         | فيورنتينا                                     | 0–2                                           | ملعب سانتياغو برنابيو، مدريد                  | 124,000                                       |
| 1958                                          | البطل                                         | ميلان                                         | 2–3 (ب.و.إ)                                   | ملعب الملك بودوان، بروكسل                     | 67,000                                        |
| 1959                                          | البطل                                         | ستاد رانس                                     | 0–2                                           | ملعب نيكار، شتوتغارت                          | 72,000                                        |

### آينتراخت فرانكفورت
| لم يصل إلى النهائي من قبل | لم يصل إلى النهائي من قبل | لم يصل إلى النهائي من قبل | لم يصل إلى النهائي من قبل | لم يصل إلى النهائي من قبل | لم يصل إلى النهائي من قبل |
| ------------------------- | ------------------------- | ------------------------- | ------------------------- | ------------------------- | ------------------------- |

## النهائي
| آينتراخت فرانكفورت        | 7-3    | ريال مدريد                                                   |
| ------------------------- | ------ | ------------------------------------------------------------ |
| كريس 18' · شتاين 72'، 75' | Report | دي ستيفانو 27'، 30'، 73' · بوشكاش 45+1'، 56' (ض.ج)، 60'، 71' |

| آينتراخت فرانكفورت | ريال مدريد |

| GK           | 1  | إيغون لوي           |
| DF           | 2  | فريدل لوتز          |
| DF           | 3  | هيرمان هوفر         |
| MF           | 4  | هانز ويلباشر        |
| DF           | 5  | هانز-فالتر إيغنبرود |
| MF           | 6  | ديتر ستينكا         |
| FW           | 7  | ريتشارد كريس        |
| FW           | 8  | ديتر ليندنر         |
| FW           | 9  | إروين شتاين         |
| FW           | 10 | ألفريد بفاف         |
| FW           | 11 | إريش ماير           |
| المدرب:      |    |                     |
| باول أوسفالد |    |                     |

|                |    |                     |
| GK             | 1  | روجيليو دومينغويز   |
| DF             | 2  | ماركوس ألونسو إيماز |
| DF             | 5  | خوان سانتيستيبان    |
| DF             | 3  | باكين               |
| DF             | 4  | خوسيه ماريا فيدال   |
| MF             | 6  | خوسيه ماريا زاراغا  |
| MF             | 7  | كاناريو             |
| MF             | 8  | لويس ديل سول        |
| MF             | 9  | ألفريدو دي ستيفانو  |
| FW             | 10 | فيرينتس بوشكاش      |
| FW             | 11 | باكو خينتو          |
| المدرب:        |    |                     |
| لويس كارنيلجيا |    |                     |